# Ungdommens Kongerige
Ungdommens Kongerige er en amerikansk stumfilm fra 1918 af Clarence G. Badger.

## Medvirkende
- Madge Kennedy som Ruth Betts
- Tom Moore som Jimmy Betts
- Marie De Wolfe som Mrs. Ella Rice
- Lee Baker som Henri Duval
- Jennie Dickerson som Sophronia